# Systropus snowi
Systropus snowi är en tvåvingeart som beskrevs av Adams 1905. Systropus snowi ingår i släktet Systropus och familjen svävflugor. Inga underarter finns listade i Catalogue of Life.